# Nick Delpopolo
Nicholas ("Nick") Delpopolo (Nikšić, 8 februari 1989) is een Amerikaans judoka, die werd geboren in het toenmalige Joegoslavië. Hij vertegenwoordigde de Verenigde Staten bij de Olympische Spelen in 2012 (Londen). Daar werd hij in de herkansingen van de klasse tot 73 kilogram uitgeschakeld door Nyam-Ochir Sainjargal uit Mongolië, de latere winnaar van een bronzen medaille. Delpopolo werd op maandag 6 augustus 2012 uit de uitslag genomen door het IOC wegens een positieve dopingtest. Hij zou marihuana gebruikt hebben.

## Erelijst

### Olympische Spelen
- 7e 2012 Londen, Verenigd Koninkrijk (– 73 kg)

### Pan-Amerikaanse kampioenschappen
- 2011 Guadalajara, Mexico (– 73 kg)
- 2012 Montreal, Canada (– 73 kg)
- 2013 – San José, Costa Rica (– 73 kg)
- 2014 – Guayaquil, Ecuador (– 73 kg)
- 2015 – Edmonton, Canada (– 73 kg)